# Шерон (Јужна Каролина)
Шерон (енгл. Sharon) град је у америчкој савезној држави Јужна Каролина.

## Демографија
По попису из 2010. године број становника је 494, што је 73 (17,3%) становника више него 2000. године.
| Група             | 2000.       | 2010.       |
| Белци             | 398 (94,5%) | 457 (92,5%) |
| Афроамериканци    | 16 (3,8%)   | 12 (2,4%)   |
| Азијати           | 0 (0,0%)    | 0 (0,0%)    |
| Хиспаноамериканци | 0 (0,0%)    | 6 (1,2%)    |
| Укупно            | 421         | 494         |